# Salwey Winnington
Pour les articles homonymes, voir Winnington.
Salwey Winnington (28 août 1666 - 6 novembre 1736), de Stanford Court, Worcestershire, est un propriétaire foncier anglais et député .

## Biographie
Winnington est le fils aîné de Francis Winnington, avocat et homme politique qui est solliciteur général dans les années 1670. Lui-même entre également au Middle Temple pour étudier le droit.
Il entre au Parlement en 1694 en tant que député de Bewdley, l'une des petites circonscriptions anglaises qui n'est représentée que par un seul député, et en est le député pendant presque deux ans et demi.
En 1690, il épouse Anne Foley, fille de Thomas Foley de Witley Court et sœur de Lord Foley. Ils ont un fils, Thomas Winnington, qui est député et conseiller privé, et cinq filles.